# Eugen Korschelt
Eugen Korschelt (* 28. September 1858 in Zittau; † 28. Dezember 1946 in Marburg) war ein deutscher Zoologe.

## Leben

### Lehrtätigkeit und Forschungen
Korschelt studierte nach dem Abitur Biologie an den Universität Heidelberg, Leipzig und Freiburg im Breisgau und wurde nach der Promotion und Habilitation in Freiburg, zunächst 1896 dort Privatdozent, dann ab 1897 zum Professor für Zoologie an der Philipps-Universität Marburg berufen.
Neben seiner Lehrtätigkeit befasste er sich vor allem vergleichender und experimenteller Entwicklungsgeschichte und Zoologie. Daneben erfolgten Arbeiten zur biologischen Regeneration und Transplantation. Während seiner Lehrtätigkeit war er unter anderem Doktorvater von Johannes Meisenheimer sowie von Hermann Wurmbach, der 1927 mit einer Dissertation zum Thema Über die Heilung von Knochenbrüchen bei Amphibien bei ihm promovierte.
Korschelt wurde 1892 Leiter des Marburger Zoologischen Instituts und damit Nachfolger von Richard Greeff. In dieser Funktion baute er die Einrichtung zu einem wirklichen Institut aus, nachdem es 1903 in das Anatomiegebäude der Philipps-Universität Marburg umgezogen war. Sowohl 1904 bis 1905 als auch 1914 bis 1915 war er Rektor der Philipps-Universität.
Er war zudem auch von 1912 bis 1913 Präsident der Deutschen Zoologischen Gesellschaft (DZG). 1918 wurde er zum korrespondierenden Mitglied der Göttinger Akademie der Wissenschaften gewählt. 1920 wurde er als korrespondierendes Mitglied in die Preußische Akademie der Wissenschaften aufgenommen. Im Jahr 1933 wurde er als Mitglied in die Deutsche Akademie der Naturforscher Leopoldina aufgenommen. Im Jahr 1938 wurde ihm die Goethe-Medaille für Kunst und Wissenschaft verliehen.

### Veröffentlichungen
Eugen Korschelt verfasste zusammen mit dem österreichischen Zoologen Karl Heider das zweibändige Standardwerk Lehrbuch der vergleichenden Entwicklungsgeschichte der wirbellosen Tiere (Allgemeiner Teil 1902–1903, Spezieller Teil 1893). Des Weiteren war er Mitherausgeber des zehnbändigen Handwörterbuch der Naturwissenschaften (1912–1915).
Er veröffentlichte darüber hinaus zahlreiche weitere Fachbücher und Monografien wie zum Beispiel:
- Zur Bildung des mittleren Keimblatts bei den Echinodermen, 1899[5]
- Lebensdauer, Altern und Tod, 1917
- Zoologie, 1922
- Ueber geheilte Knochenbrüche bei einigen Wirbeltieren, 1927
- Regeneration und Transplantation (2 Bände, 1927–1931)
- Geheilte Knochenbrüche bei wildlebenden und in Gefangenschaft gehaltenen Tieren, 1928
- Zoologie. In: Die Auskunft. Eine Sammlung lexikalisch geordneter Nachschlagebüchlein über alle Zweige von Wissenschaft, Kunst und Technikt unter Mitarbeit erster Fachleute […]. Frankfurt am Main 1920–1931, Heft 27–29 (1931).
- Weitere Beobachtungen an geheilten Knochenbrüchen wildlebender Tiere, 1932
- Über die Konstanz im Auftreten von Knochenverdickungen am Fischskelett, 1938.

Schließlich verfasste er zwei Autobiografien: Zum einen Das Haus an der Minne. Erinnerungen aus einem langen Leben (1939), zum anderen Aus einem halben Jahrhundert biologischer Forschung (1940).